# مايكل ستريت
مايكل ستريت (بالإنجليزية: Michael Straight)‏ (1 سبتمبر 1916، نيويورك في الولايات المتحدة - 4 يناير 2004، شيكاغو في الولايات المتحدة)؛ جاسوس، صحفي وروائي أمريكي.